# Clara (krater)
För andra betydelser, se Clara.
Clara är en nedslagskrater på planeten Venus. Clara har fått sitt namn efter det latinska kvinnonamnet Klara.
Kratern har en diameter på ungefär 3 kilometer.